# Mausoleum van Lenin

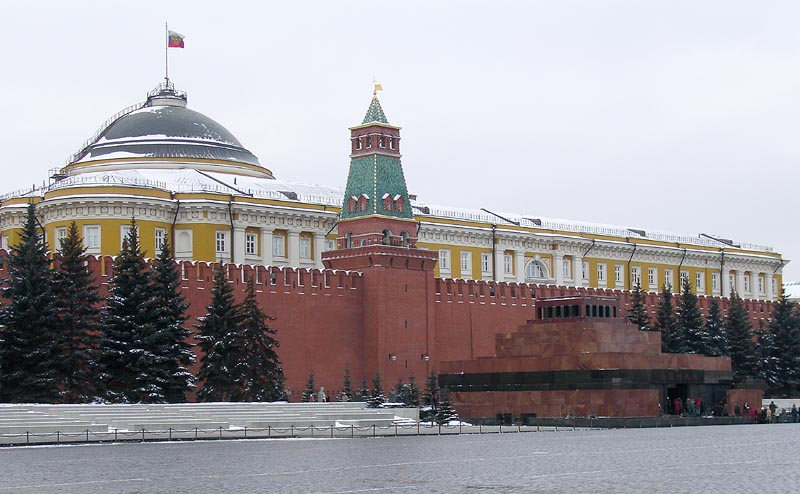
Het mausoleum voor de muur van het Kremlin

Het Mausoleum van Lenin (Russisch: Мавзолей В. И. Ленина, Mavsolej V. I. Lenina) staat op het Rode Plein in Moskou en bevat het gebalsemde lichaam van Lenin (1870-1924). Het mausoleum is een belangrijke toeristische trekpleister.
Het mausoleum is een klassiek voorbeeld van Sovjet-architectuur. De architect Aleksej Sjtsjoesjev heeft gekozen voor een simpel ontwerp vervaardigd uit donkerrood graniet en zwart labradoriet. Deze kleuren staan symbool voor het verdriet van het volk en de kracht van Lenins eeuwige wijsheid.

## Constructie van het mausoleum

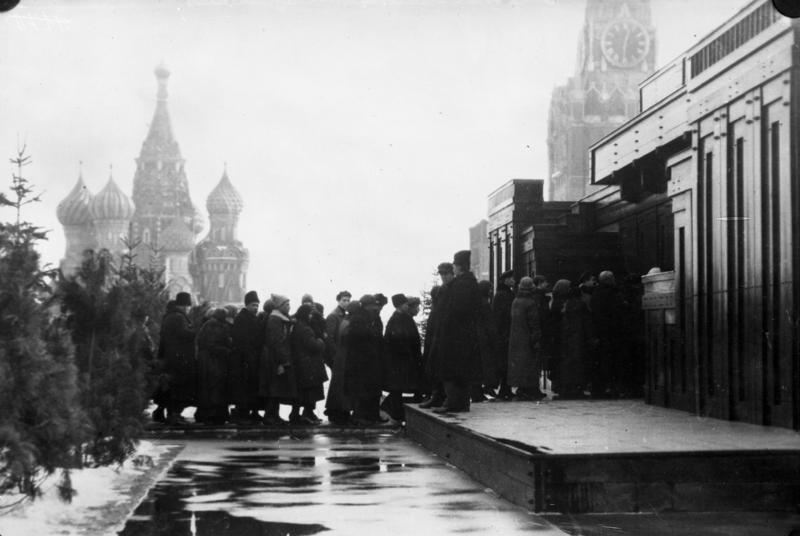
Bezoekers voor het houten mausoleum, 1925

Het eerste, tijdelijke mausoleum was gemaakt van hout en werd geopend op 27 januari 1924, vlak bij de toren van het Kremlin op het Rode Plein. Dit gebouw had net als het huidige mausoleum de vorm van een getrapte piramide. Na twee maanden werd het houten mausoleum gesloten en werd begonnen met de bouw van een grotere, eveneens houten variant van 9 meter hoog en 18 meter lang. Om het hout in goede conditie te houden werd het behandeld met vernis, waardoor het gebouw een lichtbruine kleur kreeg. Pas vijf jaar later, in juli 1929, begon de bouw van het definitieve stenen mausoleum, dat in oktober 1930 gereed was. Conform het plan was de stenen versie nagenoeg identiek aan zijn houten voorganger. Het mausoleum is 24 meter lang en 12 meter hoog. In 1953 werd Jozef Stalin eveneens in het mausoleum begraven, maar na de destalinisatie onder Chroesjtsjov werd zijn lichaam in 1961 uit het mausoleum gehaald en bij de Kremlinmuur begraven.
Bezoekers komen binnen via de hoofdingang en dalen vervolgens linksaf af naar de 'gedenkhal'. Vanuit deze vierkante hal loopt men naar de sarcofaag, waar men langs drie zijden af kan lopen. Vervolgens verlaat men het mausoleum weer via de gedenkhal aan de rechterkant.
Vroeger wisselde om het uur de wacht voor de ingang van het mausoleum. Dit was een plechtig ritueel dat altijd veel toeristen trok, maar tegenwoordig is er alleen nog bewaking door de Russische politie.